# Tensione (meccanica)
In fisica, la tensione meccanica è una forza esercitata su una unità di superficie. La tensione meccanica generica è formata da componenti normali e tangenziali alla superficie (ad esempio quando parliamo di taglio e/o torsione). 

## Descrizione
Nel calcolo della tensione di una corda, si considera come forza di tensione attiva la presenza dell'attrito dinamico se specificato.
Considerato un corpo soggetto a forze esterne in equilibrio, si effettui un taglio lungo un piano che divida il corpo in due sezioni.
Bisogna considerare adesso un punto A appartenente al piano di taglio, quindi appartenente ad entrambe le parti del corpo. La normale n condotta dal punto A sulla prima sezione è chiaramente uguale ed opposta alla rispettiva normale sulla seconda sezione.
Una volta effettuato il taglio, il corpo non si troverà più in uno stato di equilibrio. Per ripristinarlo è infatti necessario che le due sezioni esercitino delle forze uguali ed opposte, dette forze interne, o tensioni.
Considerato un elementino su una delle due facce di superficie {\displaystyle {\Delta }}A con la sua normale n e la forza {\displaystyle {\Delta }}F possiamo indicare la tensione come:
{\displaystyle {\vec {T}}=\lim _{{\Delta A}\to 0}{\frac {\Delta {\vec {F}}}{\Delta A}}}
Indicando genericamente la tensione normale con {\displaystyle \sigma \ } possiamo scrivere:
{\displaystyle \sigma \ ={\frac {F_{n}}{A}}} dove {\displaystyle F_{n}} è la forza normale alla superficie, che dà luogo, se il corpo subisce allungamenti, a uno sforzo di trazione, se il corpo subisce accorciamenti ad uno sforzo di compressione; indicando con {\displaystyle \tau \ } la generica tensione tangenziale possiamo scrivere analogamente a prima:
{\displaystyle \tau \ ={\frac {F_{t}}{A}}} dove {\displaystyle F_{t}} è la forza tangenziale alla superficie in esame che da luogo, invece, ad uno sforzo di taglio.
Nel caso della corda, nel momento in cui è sotto tensione, esercita una forza sui corpi che sono legati alle sue due estremità. 

La tensione è orientata lungo la corda nel verso di allontanamento dal corpo al quale è legata (nell'ipotesi di considerare le corde e le pulegge prive di massa e attrito).

## Pendolo
Dato un pendolo semplice costituito da un punto materiale di massa {\displaystyle m} in movimento, appeso tramite un filo inestensibile di massa trascurabile, se {\displaystyle \theta (t)} è l'angolo spazzato dal filo in funzione del tempo, la tensione esercitata sul filo è:
{\displaystyle T=-mg\cos {\theta (t)}}
In particolare, quando il filo è verticale la tensione è massima, e misura:
{\displaystyle {\vec {T}}=-m{\vec {g}}}

## Carrucola
Dati due piani scabri inclinati di angoli rispettivamente {\displaystyle \alpha } e {\displaystyle \beta }, sui quali si trovano due corpi in movimento di massa {\displaystyle m_{1}} e {\displaystyle m_{2}} (con coefficienti di attrito dinamico rispettivamente {\displaystyle \mu _{1}} e {\displaystyle \mu _{2}}) collegati ad un filo inestensibile e di massa trascurabile che passa attraverso ad una carrucola senza attrito, la tensione del filo è:
{\displaystyle T={\frac {m_{1}m_{2}}{m_{1}+m_{2}}}g(\sin \alpha -\mu _{1}\cos \alpha +\sin \beta +\mu _{2}\cos \beta )}